# Paloma Herrera
Pour les articles homonymes, voir Herrera.
Paloma Herrera est une danseuse classique argentine, née le 21 décembre 1975 à Buenos Aires (Argentine). Elle est nommée première danseuse de l'American Ballet Theatre en 1995 et prend sa retraite en 2015.

## Biographie

### Jeunesse et formation
Paloma Herrera apprend la danse à l'école de ballet du théâtre Colón avec la chorégraphe Olga Ferri. Elle prend part à des concours à partir de l'âge de neuf ans. Elle étudie également à l'école de ballet de Minsk, qui est alors la capitale de la RSS de Biélorussie. La danseuse argentine fait ses débuts dans Don Quichotte au théâtre Colón de Buenos Aires. À l'âge de quinze ans, elle est invitée à New York par la School of American Ballet. Lors du spectacle organisé au terme de l'atelier, elle danse le rôle principal des Raymonda Variations de George Balanchine.

### Carrière de danseuse classique
En 1991, Paloma Herrera rejoint le corps de ballet de l'American Ballet Theatre de New York. Elle est nommée soliste en 1993. Elle danse des rôles principaux dans des œuvres de chorégraphes contemporains, dont Cruel World de James Kudelka (en) et The Brahms/Haydn Variations de Twyla Tharp. Les prestations d'Herrera, comme son interprétation de Theme and Variations de George Balanchine, sont louées par les critiques. En 1995, elle devient la plus jeune première danseuse de l'histoire de l'ABT. Elle interprète notamment les rôles d'Odette et Odile dans Le Lac des cygnes et de Kitri dans Don Quichotte. À la fin des années 1990, après avoir dansé des ballets éprouvants physiquement, son dos commence à la faire souffrir. Depuis, la danseuse pratique régulièrement le yoga et limite le nombre d'apparitions qu'elle fait en tant qu'invitée. En 2007, après douze ans d'absence, elle rentre en Argentine le temps d'une tournée. Paloma Herrera et une autre danseuse principale de l'ABT, Xiomara Reyes (en), font leurs adieux en mai 2015 en dansant Giselle au Metropolitan Opera. Herrera prévoit de danser Onegin de John Cranko dans sa ville natale avant de prendre sa retraite.

## Style
Au cours des années 1990, Paloma Herrera travaille fréquemment avec Irina Kolpakova, ancienne danseuse du Kirov, qui l'aide à maîtriser les ballets classiques. La russe apprécie sa capacité de travail. L'ancien danseur Kevin McKenzie (en), devenu directeur artistique de l'American Ballet Theatre, remarque sa capacité à s'adapter au style de différents chorégraphes. Le danseur brésilien de l'ABT Marcelo Gomes (en), auquel elle a souvent été associée, la décrit comme une « travailleuse acharnée » et estime que sa technique est très solide.